# Radio Wolga
Radio Wolga (russisch Радиостанция Волга) war ein Hörfunksender für die sowjetischen Streitkräfte im Gebiet der sowjetischen Besatzungszone bzw. ab 1949 der DDR.

## Allgemeines
Nach Anfängen in Stolp sendete Radio Wolga ab 1. Juli 1945 bis 1968 aus Königs Wusterhausen (daneben aus Leipzig), ab 1968 wurde der Sender Burg verwendet. Vom 7. November 1968 bis 1976 erfolgten die Ausstrahlungen über den 350 Meter hohen Sendemast SL-3, der sich in einer Entfernung von 2,2 Kilometer vom eigentlichen Sendezentrum befand, ab 1976 wurde nach dem Einsturz des Sendemasten SL-3 einer der beiden 210 Meter hohen Rohrmaste in Burg für die Ausstrahlungen von Radio Wolga, die auf der Langwellenfrequenz 261 kHz erfolgten, verwendet.
Die Zentrale war in mehreren Villen in der Menzelstraße in Potsdam untergebracht. Neben Programmen für die in der DDR stationierten sowjetischen Soldaten sendete Radio Wolga ab dem 6. Oktober 1991 zeitweise auch Programme in deutscher Sprache. In den letzten Jahren seines Bestehens wurde ein Teil der Sendezeit von Radio Wolga an das deutschsprachige private Nachrichtenradio Radioropa Info vermietet. Mit dem Abzug der russischen Truppen stellte Radio Wolga am 31. Juli 1994 seinen Betrieb ein. Die Deutsche Telekom übernahm die Anlage.
Die Frequenz von Radio Wolga (261 kHz) wurde nach einer einjährigen Pause 1994/95 bis 2000 vom Privatsender Radioropa Info genutzt. Ab 1999 kam eine neue Sendeantenne in Form einer Reusenantenne, die am 324 Meter hohen Hauptsendemast in Burg befestigt war, zum Einsatz.
Die Sendeanlage wird von der Deutschen Funkturm GmbH betrieben.

## Pausenzeichen
Das Pausenzeichen war dem Lied über die Wolga von Isaak Dunajewski aus dem Film Wolga, Wolga von 1938 entnommen.
Die Audiowiedergabe wird in deinem Browser nicht unterstützt. Du kannst die Audiodatei herunterladen.

## Fernsehen
Neben dem Hörfunk wurde in der DDR ein Netz aus Kleinsendern mit wenigen Kilometern Reichweite für die Fernsehversorgung der sowjetischen Streitkräfte betrieben. Das Programm bestand aus per Satellit herangeführten sowjetischen Inlandsprogrammen. Der Dienst wurde 1994 abgeschaltet.

## Sonstiges
Russische Veteranen erinnern sich außerdem an einen Sender namens Aldan am Flugplatz Altes Lager (nahe Jüterbog), der neben Flugfunk auch Musik übertragen hat.

## Nachfolger

Logo

In Russland selbst entstand 1992 das Zentrale Fernseh- und Radio-Studio des Verteidigungsministeriums, woraus 2005 das Vereinigte Fernseh- und Radio-System der Streitkräfte und 2009 die Fernseh- und Radio-Gesellschaft der Streitkräfte „Swjosda“ („Stern“) hervorging. Veranstaltet werden unter dem Namen „Swjosda“ ein Fernseh- und ein Hörfunkprogramm, bis 2005 nach dem Marsch Abschied der Slawin „Slawjanka“ genannt.